# أمبرلا
أمبرلا أو الشمسية (بالإنجليزية: Umbrella)، نبات مائي ذو أوراق صغيرة وكثيرة متجمعة مع بعضها لتعطي شكل المثلث.